# Museu Biológico Instituto Butantan
O Museu do Instituto Butantan, em São Paulo dedicado à investigação científica e onde são expostos espécimes vivos de cobras, lagartos, aranhas e escorpiões.O laboratório foi reconhecido como instituição autônoma em fevereiro de 1901, sob a denominação de Instituto Serumtherápico, sendo designado para primeiro diretor, Vital Brazil Mineiro da Campanha, médico voltado para problemas de saúde pública. Graças ao idealismo de Vital Brazil, que além da produção de soro antiofídico e vacinas, também se preocupava em desenvolver pesquisas, o Instituto tornou-se internacionalmente reconhecido. Em 1914 foi inaugurado o prédio principal, com as condições necessárias para abrigar os laboratórios, em torno dos quais cresceu uma instituição que combina pesquisa e produção.
Ligado ao Instituto Butantan, foi o primeiro museu deste instituto e tem reconhecimento internacional com um dos únicos a apresentar de forma permanente, uma exposição viva e em seu acervo estão expostos espécimes vivos de cobras, lagartos, aranhas e escorpiões.